# Nordic Club Championships 2009-2010 (femminile)
Il Nordic Club Championships 2009-2010 è stato la 3ª edizione del torneo pallavolistico riservato alle squadre del nord Europa; iniziato con la fase a gironi a partire dal 30 ottobre 2009, si è concluso con le fasi finali di Somero, in Finlandia, il 31 gennaio 2010. Alla competizione hanno partecipato 11 squadre e la vittoria finale è andata per la prima volta al Engelholms.

## Squadre partecipanti
| - Brøndby - Frederiksberg - Engelholms - Holte - Koll - Lindesberg | - Fortuna Odense - Örebro - Oslo - Somero - GMP Tallinn |

## Fase a gironi

### Gironi
| Girone A                              | Girone B                         | Girone C                      |
| ------------------------------------- | -------------------------------- | ----------------------------- |
| Frederiksberg Koll Örebro GMP Tallinn | Lindesberg Fortuna Odense Somero | Brøndby Engelholms Holte Oslo |